# Vanderhorstia mertensi
Vanderhorstia mertensi är en fiskart som beskrevs av Klausewitz, 1974. Vanderhorstia mertensi ingår i släktet Vanderhorstia och familjen smörbultsfiskar. Inga underarter finns listade i Catalogue of Life.